# 囧男孩看世界
《囧男孩看世界》（葡萄牙語：O Menino e o Mundo）是由阿萊·阿布魯執導和編劇的一部於2013年巴西動畫成年禮冒險電影。電影是用繪畫和數字動畫創作。

## 配音員
- 維尼修斯·賈西亞 配音 庫卡
- 費利佩·齊爾塞 配音 年輕人
- 阿萊·阿布魯 配音 老人
- 盧·奧爾塔 配音 庫卡的媽媽
- 馬爾科·奧雷利奧·坎波斯 配音 庫卡的爸爸
- 卡西烏斯·羅米洛 配音 狗

## 評價
《囧男孩看世界》獲得相當正面的評價，影評網站爛番茄57則簡易評價中，獲得93%的正面好評，10分得到平均7.8分。Metacritic上取自各著名影視評論，基於18篇影評，滿分100分中平均分數得到80分，正面的評價。

## 奖项
- 第88屆奧斯卡金像獎最佳动画长片提名[5]

## 外部連結
- 互联网电影数据库（IMDb）上《囧男孩看世界》的资料（英文）
- 大卡通資料庫上《囧男孩看世界》的資料（英文）

- 豆瓣电影上《囧男孩看世界》的資料 （简体中文）